# Montezuma (Indiana)
Montezuma és una població dels Estats Units a l'estat d'Indiana. Segons el cens del 2000 tenia 1.179 habitants.

## Demografia
Segons el cens del 2000, Montezuma tenia 1.179 habitants, 476 habitatges, i 343 famílies. La densitat de població era de 734,2 habitants/km².
Dels 476 habitatges en un 30,7% hi vivien nens de menys de 18 anys, en un 52,3% hi vivien parelles casades, en un 14,7% dones solteres, i en un 27,9% no eren unitats familiars. En el 23,1% dels habitatges hi vivien persones soles el 12,6% de les quals corresponia a persones de 65 anys o més que vivien soles. El nombre mitjà de persones vivint en cada habitatge era de 2,46 i el nombre mitjà de persones que vivien en cada família era de 2,83.
Per edats la població es repartia de la següent manera: un 26% tenia menys de 18 anys, un 8,3% entre 18 i 24, un 25,4% entre 25 i 44, un 24,4% de 45 a 60 i un 15,8% 65 anys o més.
L'edat mediana era de 37 anys. Per cada 100 dones de 18 o més anys hi havia 92,9 homes.
La renda mediana per habitatge era de 31.111 $ i la renda mediana per família de 35.313 $. Els homes tenien una renda mediana de 29.803 $ mentre que les dones 19.219 $. La renda per capita de la població era de 13.754 $. Entorn del 16,9% de les famílies i el 20,1% de la població estaven per davall del llindar de pobresa.

## Poblacions més properes
El següent diagrama mostra les poblacions més properes.